# Кутір-Наххунте III
Кутір-Наххунте III (д/н — бл. 692 до н. е.) — цар Еламу близько 693—692 років до н. е. Відомий також як Куті-карук. Низкою дослідників рахується як Кутір-Наххунте IV.

## Життєпис
Походив з династії Хумбан-тахрідів. Старший син царя Халлутуш-Іншушинака II. Захопив владу близько 693 року до н. е. внаслідок повстання проти батька.
Втім боротьба за владу в Еламі спричинило нову війну з Ассирією, цар якої Сін-аххе-еріба повів свої війська на північно-західні області Еламу. За хроніками царю вдалося захопити і розграбувати 34 міста, а прикордонні міста Біт-Хаірі та Раза разом з прилеглими областями були приєднані до провінції Дер. Кутір-Наххунте III не наважився вийти проти ассирійців і, кинувши свою резиденцію Мадакту, сховався у далекій гірській фортеці Хідалі. Однак через сильні дощі та снігопади в горах ассирійцям не вдалося підкорити верховинну частину Еламу «злякавшися дощу та снігу, крутизни гір» Сін-аххе-еріба повернув назад.
Через 3 місяці після повернення ассирійців Кутір-Наххунте III було повалено й вбито внаслідок змови на чолі із молодшим братом Хумбан-нуменою III.